# Bezpečnostní pásmo plynových zařízení

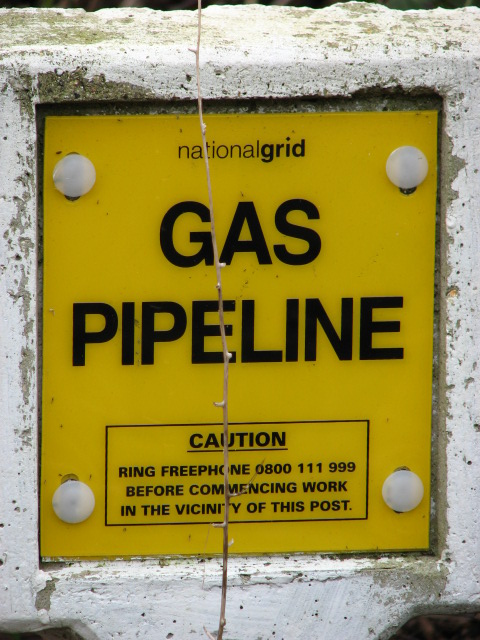
Bezpečnostní pásmo plynovodu

Bezpečnostní pásmo plynových zařízení je vymezené ochranné území plynových zařízení a přepravní nebo distribuční soustavy plynu, které slouží k zajištění ochrany veřejného zájmu, majetku a samotného zařízení. V tomto pásmu platí určitá omezení činností, aby se předešlo poškození nebo vzniku nebezpečných situací, například výbuchu nebo úniku plynu.
Bezpečnostní pásmo plynových zařízení je upraveno zejména zákonem č. 458/2000 Sb., o podmínkách podnikání a o výkonu státní správy v energetických odvětvích a o změně některých zákonů (energetický zákon). Tento zákon spolu s prováděcími vyhláškami stanovuje rozsah pásma a pravidla pro činnosti, které mohou být v jeho rámci prováděny. Podle § 68 a  § 69 energetického zákona slouží bezpečnostní pásmo k ochraně plynárenského zařízení a zajištění bezpečnosti osob, majetku a životního prostředí. Ustanovení se vztahuje i na přepravní nebo distribuční soustavy plynu.

## Funkce bezpečnostního pásma plynových zařízení
- Preventivní – snižuje riziko poškození třetími osobami.

- Ochrannou – zajišťuje bezpečnost osob a majetku v okolí.

- Provozní – umožňuje přístup k zařízení pro účely údržby, oprav a havarijních zásahů.

## Rozsah bezpečnostního pásma plynových zařízení
Šířka bezpečnostního pásma se liší podle typu a provozních parametrů:
- Plynové zařízení a přepravní nebo distribuční soustavy plynu nízkého a středního tlaku: běžně 1 až 4 metry od osy potrubí.

- Plynové zařízení a přepravní nebo distribuční soustavy plynu vysokotlaké: pásmo může dosahovat až 50 metrů na každou stranu od osy potrubí, podle průměru a tlaku.

Pro přesné určení šířky bezpečnostního pásma je třeba vycházet z projektové dokumentace, technických norem a dalších pravidel provozovatelů distribučních a přepravních sítí (např. GasNet, NET4GAS).

## Omezení a povolené činnosti v bezpečnostním pásmu plynových zařízení
V bezpečnostním pásmu plynových zařízení platí zvláštní režim. Fyzické i právnické osoby musí předem oznámit nebo získat souhlas provozovatele plynárenského zařízení k provádění následujících činností:
- zemní práce (hloubení, výkopy, rýhy),

- stavební činnost (založení staveb, zpevněné plochy),

- vysazování stromů a keřů s hlubokými kořenovými systémy,

- manipulace s těžkou technikou a dopravní zatížení,

- ukládání materiálů nebo zařízení.

Nepovolené zásahy mohou ohrozit integritu plynových zařízení, způsobit únik plynu nebo vést k havárii s vážnými následky. Provozovatel má právo kontrolovat činnosti v bezpečnostním pásmu a požadovat nápravu v případě porušení předpisů. 
Bezpečnostní pásmo plynových zařízení je nezbytným nástrojem pro ochranu kritické infrastruktury a zdraví veřejnosti. Je důležité, aby stavebníci, vlastníci pozemků i široká veřejnost znali pravidla platná pro činnosti v jeho rozsahu. Dodržování těchto pravidel přispívá k bezporuchovému provozu přepravní nebo distribuční soustavy plynu a zamezuje rizikům, která by mohla mít závažné důsledky.

### Zdroje
- Ochranná a bezpečnostní pásma (MP 10.3), PROFESIS - Profesní informační systém ČKAIT, aktualizace 2020, vydání 2009
- Podmínky pro provádění pracovních činností a umísťování staveb v ochranných pásmech plynárenských zařízení a pro umísťování staveb v bezpečnostních pásmech plynových zařízení, ISBN 978-80-87992-82-1
- Ochranná a bezpečnostní pásma ve výstavbě: metodická pomůcka k činnosti autorizovaných osob, ISBN 978-80-88265-10-8